# 新北市立丹鳳高級中學
新北市立丹鳳高級中學（英語：New Taipei Municipal DanFeng  High School，縮寫：DFHS），簡稱丹鳳高中，是位於中華民國新北市新莊區的完全中學。

## 校史
- 1988年：由「臺北縣立福營國民中學」吳餘宣校長籌備，校名為「臺北縣立丹鳳國民中學」。
- 1990年：招收新生十七班，暫借光華國小上課。
- 1990年：九月三日，移交丹鳳國中第一任校長陳禮崗。
- 1991年：第一期校舍工程完工。
- 1994年：尤育士接任第二任校長。
- 1998年：陳嘉和接掌第三任校長。
- 2006年：古秀菊接任第四任校長。
- 2009年：升格為完全中學，更名為「臺北縣立丹鳳高級中學」，古秀菊為第一任校長。
- 2010年：因應五都改制，臺北縣改為新北市，校名改為「新北市立丹鳳高級中學」。
- 2016年：曾慧媚接任第二任校長。[1]
- 2024年：姜禮德接任第三任校長。

## 歷任校長
| 任期 | 姓名       | 任職日期  | 離職日期  | 異動原因                                                 |
| ---- | ---------- | --------- | --------- | -------------------------------------------------------- |
| 1    | 陳禮崗先生 | 1990年9月 | 1994年7月 | 原屏東縣立獅子國民中學校長轉任，調任臺北縣立文山國民中學 |
| 2    | 尤育士先生 | 1994年8月 | 1998年7月 | 原臺北縣立清水國民中學校長轉任，調任臺北縣立自強國民中學 |
| 3    | 陳嘉和先生 | 1998年8月 | 2006年7月 | 原臺北縣立林口國民中學校長轉任，任滿退休                 |
| 4    | 古秀菊女士 | 2006年7月 | 2016年7月 | 原臺北縣政府教育局課長轉任，調任新北市立海山高級中學     |
| 5    | 曾慧媚女士 | 2016年8月 | 2024年7月 | 原新北市立福和國民中學校長轉任，調任新北市立三重高級中學 |
| ６   | 姜禮德先生 | 2024年8月 | 現任      | 原新北市政府教育局輔導員升任                             |

## 學校簡介
丹鳳高中在新莊市南端與林口台地交接處，有兩座雙鳳山與牡丹山，從「牡丹」與「雙鳳」中各取一字，作為本地區的地名丹鳳。
也因此絕佳之地理環境適合在此建置家園，從60年代起外來人口不斷移入，至民國75年人口遽增，本區唯一之國中福營國中已不敷移入人口就學之需，遂於77年經縣府核准，由福營國中校長陳志武在此籌備第二國中，學校命名為「臺北縣立丹鳳國民中學」。
設校之初，班級數少、交通不便、教師流動率大，經歷二十多年，在歷任校長及前任陳嘉和校長、前任古秀菊校長, 現任曾慧媚校長的帶領之下，校務蒸蒸日上，頗獲社區人士肯定。
由於大新莊地區高中學校頗為欠缺，在地方民意代表及家長的極力奔走爭取下，縣府同意於98年8月1日將本校改制為完全中學，乃命名為「臺北縣立丹鳳高級中學」（99年12月改制為新北市立丹鳳高級中學），為新莊地區第一所完全中學。
本校校址位於新莊市龍安路的七十二號，校地面積三一六八三平方公尺。原有校舍皆為現代化五層樓建築物，分期施作但銜接良好。民國92年配合教育部教育改革，落實小班政策，93年元月新建教學大樓（現命名為彩霞樓），94年七月竣工，提供藝文、綜合領域充裕的場地進行教學活動。
首任高中校長古秀菊因應高中改制，於是著手興建本校綜合大樓，以期讓新莊地區優秀學子進入本校就讀後，能享有「科技、人文、舒適」的學習環境。在民意代表、地方士紳奔走下，於民國98年台北縣政府教育局補助參億元經費興建，並由全校師生票選命名為「瀚海樓」。
瀚海樓是一棟複合機能完整的大樓。主要含括三館（圖書館、科學館及體育館）融為一館的特色，大樓以「向下延伸、向上發展」及「文化、教育、活動、美學」兼備的概念，輔「還校地於師生」的理念，落實停車場地下化，挪讓出更多原本為籃球場及停車空間之校地，供師生活動及教學使用。並於設計時採用大量環保、再生建材，取得綠建築候選證書，為新莊地區帶來建築美學的新風貌。另公共藝術的設施，也以「永續優美」的環境教育為設計主軸。
在教育環境上，本校為莘莘學子提供「優質多元」的學習空間，成為「新北卓越學校」的建築新地標：現在辦公室、普通科、生物、理化、家政、音樂、美術、地球科學、視聽、電腦、多媒體、語言以及工藝、圖書閱覽室、游藝苑、雲端教室等教學、休閒教室都齊備；操場、籃球場、排球場等室外各項教學設施完善。
校園幽雅，黌宇巍峨，進德修業，絃歌琅然。本校遵照教育宗旨和教育目標，積極推動108課綱素養教學，以適性發展為依規，秉持「閱讀心，科學情，美力丹高」的學校願景，以培養將所學的知識結合能力與態度並轉化活用於生活，進而解決各類問題的能力之學生。

## 姊妹校
- 荷蘭諾德韋克豪特泰林恩學院（荷兰语：Teylingen College Leeuwenhorst）[3]

## 外部鏈結
- 新北市立丹鳳高級中學 （页面存档备份，存于）